# Poeciloxestia lateralis
Poeciloxestia lateralis là một loài bọ cánh cứng trong họ Cerambycidae.